# St. Michael (Allersburg)

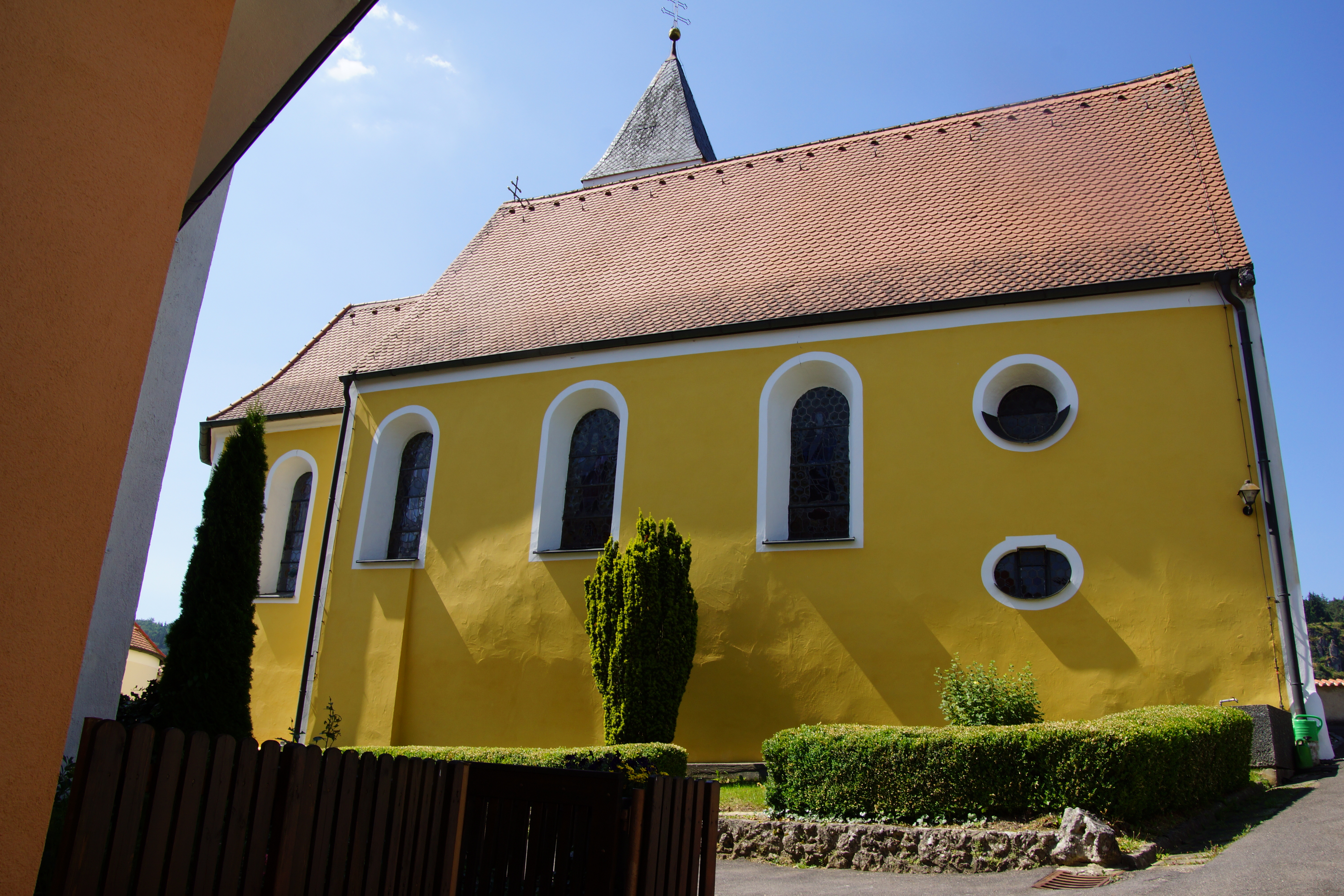
Pfarrkirche St. Michael in Allersburg

Die katholische Pfarrkirche St. Michael befindet sich im Ortsteil Allersburg des Oberpfälzer Marktes Hohenburg im Landkreis Amberg-Sulzbach von Bayern.

## Geschichte
Es wird vermutet, dass die Kirche an dem Platz der vollständig verschwundenen Burg Allersburg errichtet wurde. Die Friedhofsmauer könnte noch Teil des früheren Berings sein.
Die erste urkundliche Nennung der Kirche stammt von 847 und 863 aus der Zeit des Regensburger Bischofs Erchanfried, der dem adeligen Priester David die Kirche zu Alarespurc übergibt; bereits damals war dies ein Pfarrsitz. Als Landesherr fungierten die Grafen von Hohenburg, 1257 trat in diesem Gebiet das Hochstift Regensburg die Nachfolge an und so blieb es bis zur Auflösung des geistlichen Fürstentums von 1810.
Bereits im Mittelalter entstand der die Kirche umgebende Friedhof, in dessen Mauern noch deutlich die Schießscharten und der Absatz des ehemaligen Wehrganges zu erkennen ist. Östlich der Kirche befindet sich der ehemalige Karner mit der Leonhardskapelle.

## Baulichkeit
Die jetzige Kirche hatte einen, eventuell sogar zwei Vorgängerbauten. Darauf weist eine romanische Knotensäule an der Stelle des rechten Seitenaltars hin, auch ein Taufbecken an der nördlichen Außenwand sowie zwei Glocken aus dem 12. Jahrhundert stammen aus der Frühzeit der Kirche. Die Grundstruktur der Kirche weist auf die Gotik hin; typisch dafür ist der südseitig gelegene und 28 m hohe Flankenturm, ebenso der eingezogene und zum Vergleich zum Kirchenschiff schmälere Chor mit einem drei-achtel Abschluss.
Das Langhaus der ursprünglich einschiffigen Kirche wurde Mitte des 18. Jahrhunderts nach Süden mit drei Arkaden geöffnet und um ein barockes Seitenschiff erweitert. Dadurch kommt auch das asymmetrische Frackdach zustande.
Die Kirche wurde zwischen 2013 und 2019 renoviert (vollständige Außenrenovierung, Erneuerung der Außenanlagen, Ertüchtigung des Dachstuhles, neue Schiefereindeckung des Kirchturmes, vergoldete Kuppel mitsamt einem Turmkreuz).

## Ausstattung

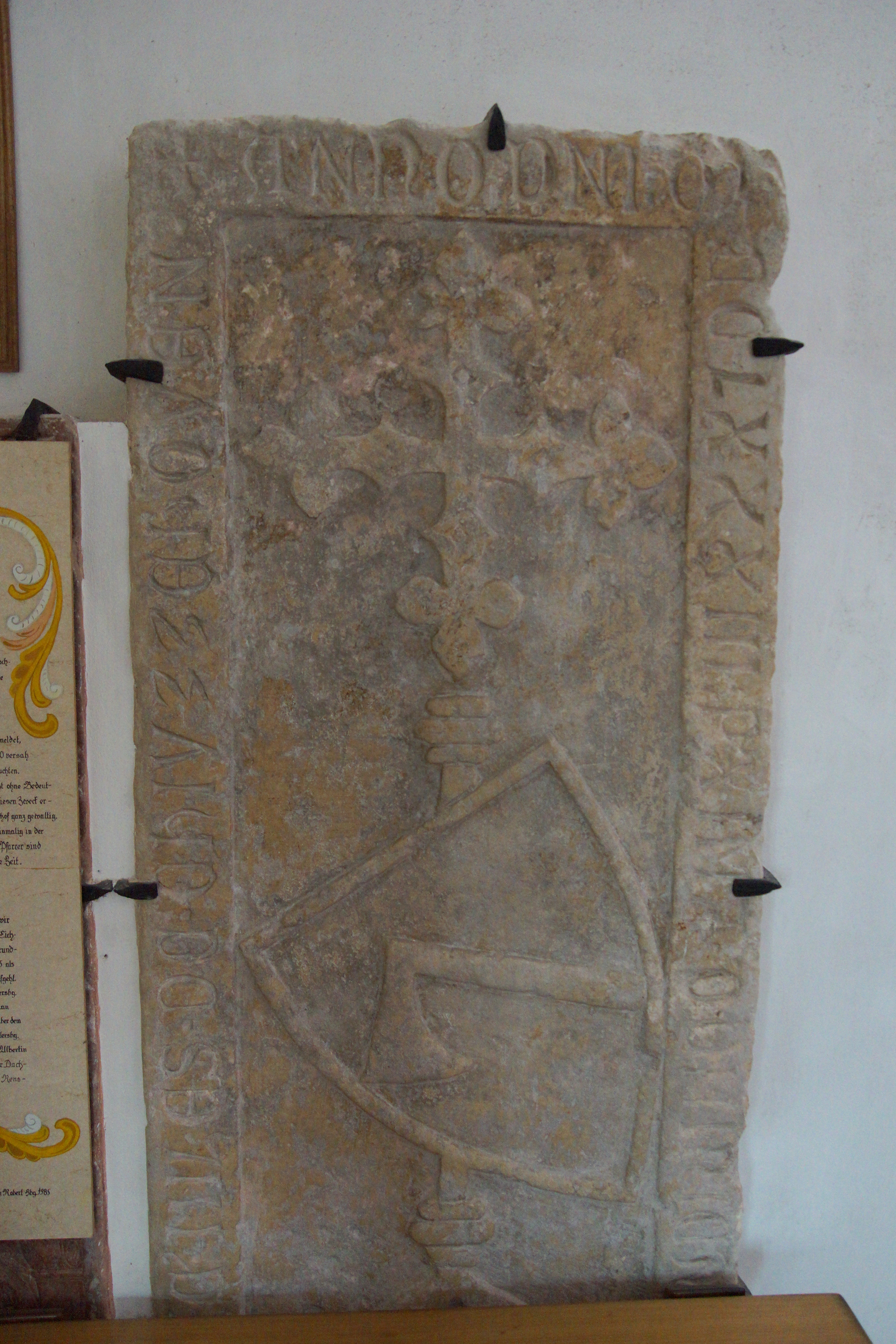
Stabkreuzplatte von Allersburg

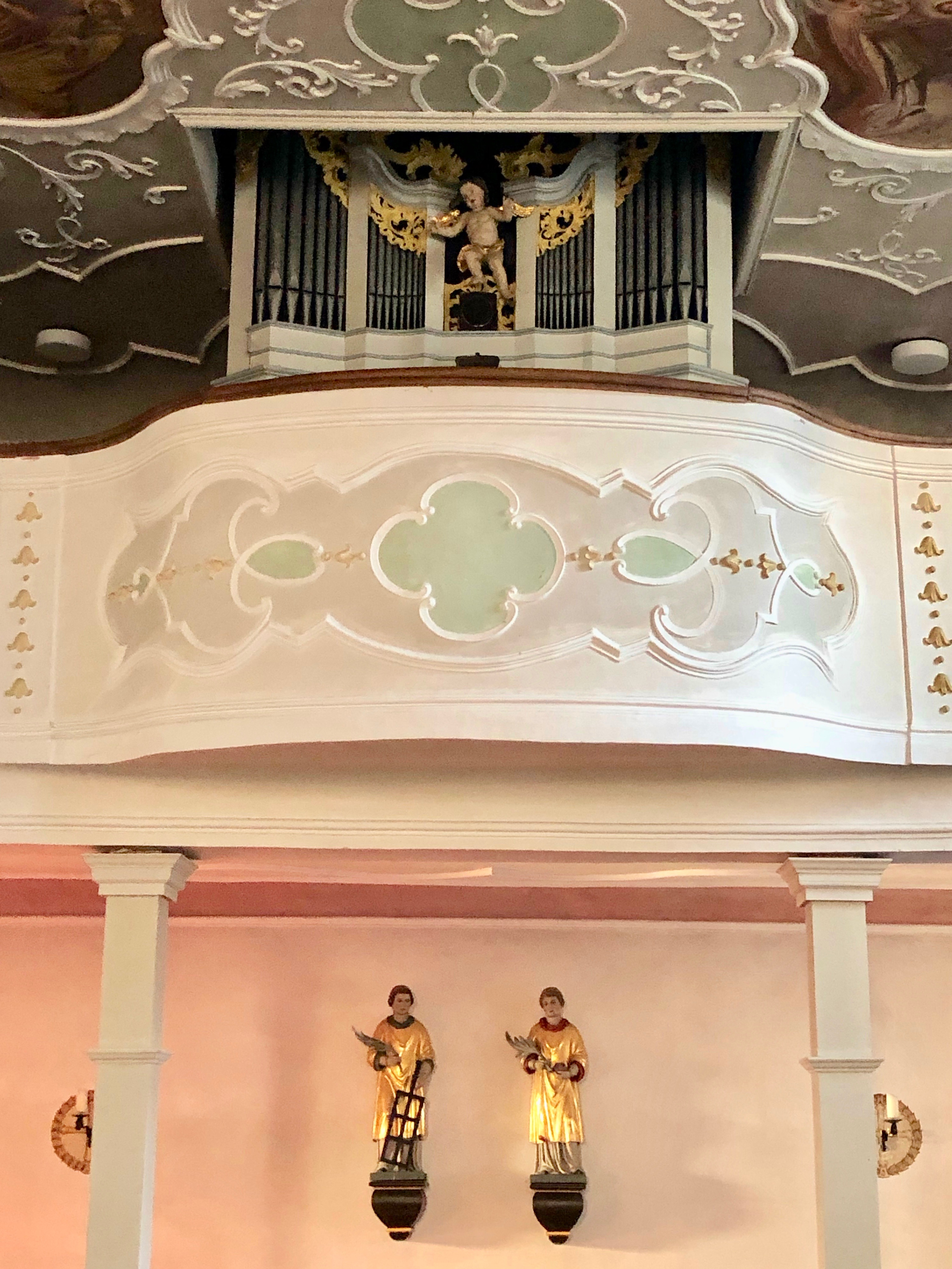
Die Orgel von Andreas Weiß

Der Altarbild des Hochaltars zeigt den Kirchenpatron St. Michael und ist mit Akanthusrankenwerk geschmückt. Am Chorbogen sind links sind die vier Evangelisten mit Christus und rechts die Madonna im Strahlenkranz dargestellt. Das relativ neue Deckengemälde im Chor symbolisiert die Dreifaltigkeit.
Die Kirchenfenster wurden im 19. Jahrhundert gestiftet. Unter der Orgelempore ist der heilige Laurentius zu sehen.
Eine Besonderheit der Kirche ist die sog. Stabkreuzplatte von Allersburg. Sie ist ein Epitaph für den am 29. September 1283 verstorbenen Ritter Heinrich von Kutzenhofen. Die Steinplatte ist innen neben dem Haupteingang an der Südseite der Kirche stehend eingemauert. Sie ist 1,86 m hoch und 0,78 m breit. Ursprünglich war sie in das Kirchenpflaster eingelassen und deckte die Grabstelle. Bei der Renovierung 1985 wurde sie aufgestellt, um sie vor weiterer Abnutzung zu schützen. Eine Stabkreuzplatte zeigt in der Regel ein Hochkreuz, dessen Fuß auf einem Dreiberg (auch Dreipass genannt) steht. Hauptelement ist ein griechisches Kreuz, welches sich nach unten in einer Stange fortsetzt. Vielfach ist auch ein linksgeneigter Schild des Verstorbenen aufgelegt. Im vorliegenden Fall zeigt der Grabstein ein erhabenes Kreuz im Flachrelief, dessen mit Nasen besetzte Balken sich an den Enden kleeblattförmig verbreitern. Der Sockel hat die Form eines gedrückten Dreibergs mit innenliegenden Blattmotiven. Der die Breite des Bildfeldes einnehmende Schild zeigt ein Beil, das Wappen der Kutzenhofer. Die Umschrift in gotischen Majuskeln lautet:

„+ ANNO DNI M/CCLXXIII PXIMA DOMENICA POST / MICHAELIS / HEINRIC MILES DE VHIVZZEVOVEN“

(deutsch: „Im Jahre des Herrn 1283 am nächsten Sonntag nach Michaelis starb Heinrich, Ritter von Kutzenhofen.“) Dieser Ritter dürfte ein Ministeriale der Grafen von Hohenburg gewesen sein. Die Lage des abgegangenen Ortes Kutzenhofen ist nicht bekannt. Im 15. Jahrhundert treten die Kutzenhofer im Raum Neumarkt auf und führen ein blaues Beil auf goldenem Grund im Wappen.

## Orgel
Die Orgel mit zehn Registern auf einem Manual und Pedal wurde 1765 von Andreas Weiß aus Nabburg für die Kirche St. Felix in Neustadt an der Waldnaab erbaut und von Heinrich Buck 1880 hierher übertragen. Sie ist neben Ast (1771) und Eixlberg (1752) eine der drei erhaltenen Weiß-Orgeln. Um sie auf der Empore unterzubringen, musste die Decke durchbrochen werden. 1974 führte Hermann Kloss eine Restaurierung durch, sieben Register sind noch original erhalten.
Die Disposition lautet:
| Manual C,D,E,F,G,A–c3 |           |
| Copula                | 8′        |
| Gamba                 | 8′ (1880) |
| Principal             | 4′        |
| Dolce                 | 4′ (1880) |
| Salicional            | 4′        |
| Octav                 | 2′        |
| Quinte                | 1 ⁄3′     |
| Mixtur III            | 1′ (1974) |

| Pedal C,D,E,F,G,A–a |     |
| Subbaß              | 16′ |
| Octavbaß            | 8′  |

- Bemerkungen: Schleiflade, mechanische Spiel- und Registertraktur, Spielschrank

## Friedhof

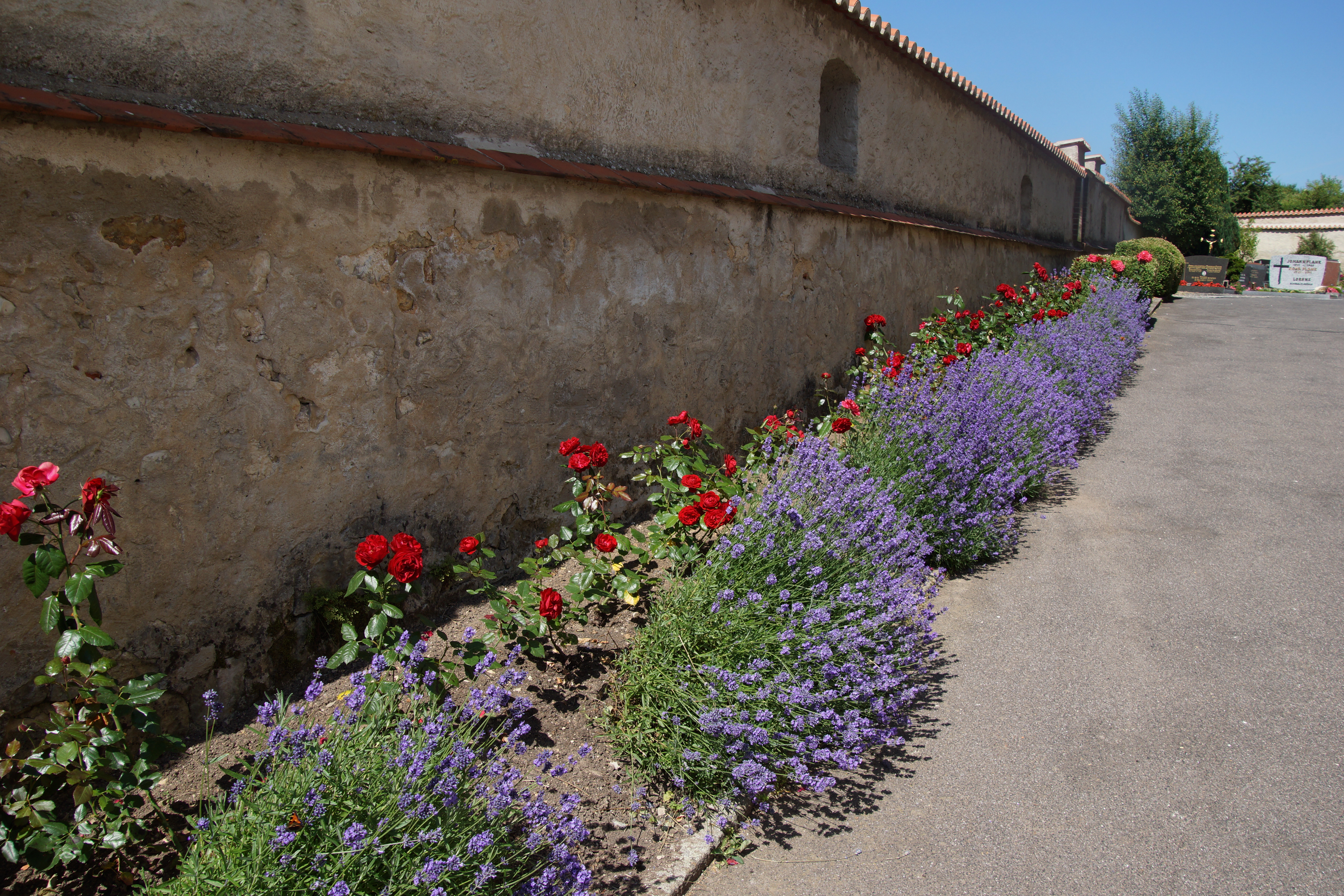
Friedhofsmauer der Kirche St. Michael (Allersburg)

Der um die Kirche liegende Friedhof stammt noch aus karolingischer Zeit. Der Friedhof besitzt eine 4 m hohe Wehrmauer mit einem gotischen Torbogen und einigen Schießscharten. Eventuell ist diese Umfriedung während der Hussitenkriege Anfang des 15. Jahrhunderts erweitert worden. Zur ungeschützten Bergseite ist die Mauer erhöht und hatte dort einen Wehrgang, wie man aufgrund des Absatzes auf der Innenseite sehen kann. In die Friedhofsmauer war auch der Karner eingebunden.

## Karner
Da Allersburg auch Pfarrsitz von Hohenburg war, musste auch die dort Verstorbenen hierher gebracht und begraben werden. Dies führte wegen der beengten Verhältnisse dazu, dass bei der Neuanlage eines Grabes immer wieder Gebeine gefunden wurden. Diese wurden in einem Karner gesammelt. Der ehemalige Karner ist ein romanischer Zentralbau aus der Zeit um 1200; üblich war eine zweigeschossige Bauweise mit einem Gruftraum, in dem die Gebeine gesammelt wurden, und einer darüber liegenden Kapelle. Im 19. Jahrhundert wurde er baulich verändert und zu einer Leonhardskapelle und neuerdings zu einem Leichenhaus umgebaut. Architektonisch erwähnenswert ist die geostete Erkerapsis mit einer reich profilierten Konsole und das Rundbogenportal an der Westseite.